# بيير فيري
بيير فيري (بالفرنسية: Pierre Ferri) هو سياسي فرنسي، ولد في 3 سبتمبر 1904 في باريس في فرنسا، وتوفي بنفس المكان في 23 نوفمبر 1993. حزبياً، نشط في تجمع الشعب الفرنسي. وقد انتخب نائب فرنسي عن دائرة  خلال فترته النيابية ‏ (9 ديسمبر 1958 – 9 أكتوبر 1962) وانتخب نائب فرنسي خلال فترته النيابية ‏ (17 يونيو 1951 – 1 ديسمبر 1955).

## روابط خارجية
- بيير فيري على موقع أوليمبيديا (الإنجليزية)